# Rhopalodes patrata
Rhopalodes patrata är en fjärilsart som beskrevs av Pieter Cornelius Tobias Snellen 1874. Rhopalodes patrata ingår i släktet Rhopalodes och familjen mätare. Inga underarter finns listade.